# Festival Internacional de Cinema de Sant Sebastià 1980
La 28a edició del Festival Internacional de Cinema de Sant Sebastià va tenir lloc entre el 13 i el 24 de setembre de 1980. Per primera vegada des de la edició de 1963 el Festival de Sant Sebastià va perdre la màxima categoria A (festival competitiu no especialitzat) de la FIAPF, de manera que en aquesta edició no van poder atorgar-se premis oficials. De fet, la retirada de l'oficialitat va sumir al Festival en una greu crisi de la qual no es recuperaria fins a 1986, quan li va ser reconeguda de nou la categoria A. Es van concedir premis, però aquests van ser extraoficials.

## Desenvolupament
Es va inaugurar el dia 13 de setembre i el comitè organitzador va anunciar que s'emetria un cicle dedicat a Stanley Kubrick de 10 pel·lícules, inclosa la darrera, The Shining. En total es projectarien 103 pel·lícules en quatre seccions: l'oficial, art i assaig, nous realitzadors i secció informativa. El pressupost era de 61 milions de pessetes, 20 aportats pel Ministeri de Cultura, 10 per la conselleria de cultura del Govern Basc i 10 per l'ajuntament de Sant Sebastià.
El dia 15 es van exhibir Bizalom i Santa Esperanza de la secció oficial, F.E.N d'Antonio Hernández i Io sono Anna Magnani de Chris Vermorcken, de la secció nous realitzadors, Tres en raya de Francisco Romá Olcina en la secció "panorama del cinema espanyol", Hustruer d'Anja Breien i Schwarz und weiß wie Tage und Nächte de Wolfgang Petersen en la secció d'art i assaig. En la retrospectiva no es va poder oferir Killer's Kiss de Kubrick perquè no va arribar a temps. Alhora, Sean Connery va excusar la seva assistència perquè era hospitalitzat. Posteriorment s'exhibirien a la secció de nous realitzadors A kis Valentino d'András Jeles i La Femme enfant de Raphaële Billetdoux.
El dia 17 es van projectar La mano negra de Fernando Colomo i Gloria de John Cassavetes en la secció oficial, Housata de Karel Smyczek i Manderley de Jesús Nicolás F. Garay en la secció de nous realitzadors, La campanada de Jaime Camino a la Secció Panorama del Cinema Espanyol, Moscou no creu en les llàgrimes de Vladímir Menxov i Picassos äventyr de Tage Danielsson en la secció d'art i assaig. Per fi s'inaugura la retrospectiva de Kubrick amb Espàrtac, i està previst que també s'exhibeixin Fear and Desire, Atracament perfecte, Camins de glòria, Lolita, Doctor Strangelove, 2001: una odissea de l'espai, La taronja mecànica i Barry Lyndon. Van visitar el festival José Sacristán i Sancho Gracia, i es va anunciar la visita de Gérard Depardieu, qui finalment no vindria.
El dia 19 es van projectar Causa Králik de Jaromil Jireš i Întoarcerea lui Vodă Lăpușneanu de Malvina Urșianu, alhora que hi havia alguns problemes amb les pel·lícules de la retrospectiva de Kubrick. Altres pel·lícules exhibides a la secció de nous realitzadors han estat Aria dla atlety del polonès Filip Bajon; la neerlandesa Opnape i Arrebato d'Iván Zulueta, i dins "Panorama", Mater amatísima de Josep Antoni Salgot i Vila.
El dia 23 es van projectar Fontamara de Carlo Lizzani i Prostitute de Tony Garnett, enmig de dubtes sobre la continuïtat del festival. El dia 24 es va exhibir The Shining de Kubrick i es van entregar els premis.

## Jurats
- Premi de la Crítica Internacional: periodistes acreditats.
- Premi Nous Realitzadors: José María Berzosa, Julio Diamante Stihl, Mike Hodges, Janusz Kijowski, Elio Petri.

## Retrospectives
Les retrospectives d'aquesta edició foren dedicades a Stanley Kubrick i a José María Berzosa.
- Killer's Kiss (1955)
- Atracament perfecte (1956)
- Camins de glòria (1957)
- Spartacus (1960)
- Lolita (1962)
- Doctor Strangelove (1964)
- 2001: una odissea de l'espai (1968)
- A Clockwork Orange (1971)
- Barry Lyndon (1975)

## Secció oficial
- Atlantic City de Louis Malle [10]
- Bizalom d'István Szabó
- Bom Povo Português de Rui Simões
- Causa Králik de Jaromil Jireš
- Con el culo al aire de Carles Mira
- Dyrygent d'Andrzej Wajda
- El hombre de moda de Fernando Méndez-Leite Serrano
- El nido de Jaime de Armiñán
- Fama d'Alan Parker
- Fontamara de Carlo Lizzani
- Gloria de John Cassavetes
- Întoarcerea lui Vodă Lăpușneanu de Malvina Urșianu
- La Banquière de Francis Girod
- La mano negra de Fernando Colomo
- Manuel d'Alfredo J. Anzola
- El meu oncle d'Amèrica d'Alain Resnais
- Oficio de tinieblas d'Archibaldo Burns
- Phobia de John Huston
- Prostitute de Tony Garnett
- República dos Assassinos de Miguel Faria Jr.
- Santa Esperansa de Sebastián Alarcón
- Spotkanie na Atlantyku de Jerzy Kawalerowicz
- The Shining de Stanley Kubrick

## Nous realitzadors
- A kis Valentino d'András Jeles
- Aria dla atlety de Filip Bajon
- Arrebato d'Iván Zulueta
- Der erste Schnee de Walter Weber
- Babylon de Franco Rosso
- Die Kinder aus Nr. 67 de Werner Meyer i Usch Barthelmeß-Weller
- F.E.N. d'Antonio Hernández
- Gaijin – Os Caminhos da Liberdade de Tizuka Yamasaki
- Geburt der Hexe de Wilfried Minks
- Guernica arde de Francesc Ribera
- Golem de Piotr Szulkin
- Hazal d'Ali Özgentürk
- Housata de Karel Smyczek
- Il mondo degli ultimi de Gian Butturini
- Io sono Anna Magnani de Chris Vermorcken
- La Femme enfant de Raphaële Billetdoux
- Manderley de Jesús Nicolás F. Garay
- Opname de Erik van Zuylen
- Pepi, Luci, Bom y otras chicas del montón de Pedro Almodóvar
- Porque llegaron las fiestas de Jesús Sastre
- Reencuentro de Jorge Sáenz Calero
- Sabino Arana de Pedro de la Sota
- The Outsider de Tony Luraschi
- Un sacco bello de Carlo Verdone
- Viva la clase media de José María González-Sinde

## Secció informativa d'art i assaig
- Cha Cha de Herbert Curiel
- A trombitás de János Rózsa
- Aziza d'Abdellatif Ben Ammar
- Caniche de Bigas Luna
- Deutschland, bleiche Mutter d'Helma Sanders-Brahms
- Schwarz und weiß wie Tage und Nächte de Wolfgang Petersen
- Hustruer d'Anja Breien
- In einem Jahr mit 13 Monden de Rainer Werner Fassbinder
- Iskanderija... lih de Youssef Chahine
- Krajobraz po bitwie d'Andrzej Wajda
- La Cecilia de Jean-Louis Comolli
- Picassos äventyr de Tage Danielsson
- La ràbia d'Eugeni Anglada i Arboix
- Démons de midi de Christian Paureilhe
- Le Paradis des riches de Paul Barge
- Moscou no creu en les llàgrimes de Vladímir Menxov
- Soleil des hyènes de Ridha Béhi
- Szpital przemienienia d'Edward Żebrowski
- Charike-ye Tārā de Bahram Beyzai
- Wet Dreams de Max Fischer, Lasse Braun, Hans Kanters, Oscar Gigard, Geert Koolman, Lee Kraft, Heathcote Williams, Dušan Makavejev, Nicholas Ray i Jens Jørgen Thorsen
- Xiao hua de Tseng Chang

## Panorama del cinema espanyol
- Cinematógrafo 1900 de Joan-Gabriel Tharrats i Vidal
- Cuentos eróticos d'Emma Cohen, Enrique Brasó i Jaime Chávarri
- Cuentos para una escapada de Jaime Chávarri, Emiliano De Pedraza, José Luis García Sánchez, Carles Mira, Manuel Gutiérrez Aragón, Teo Escamilla, Miguel Angel Pacheco i Gonzalo Suárez
- El desván de la fantasía de Cruz Delgado
- La campanada de Jaime Camino
- La capilla ardiente de Carlos Puerto
- La muchacha de las bragas de oro de Vicente Aranda
- Mater amatísima de Josep Antoni Salgot i Vila
- Morir de miedo de Juan José Porto
- Otra vez adiós de Miguel Ángel Rivas
- Tres en raya de Francisco Romá Olcina

## Palmarès
- Premi de la Crítica Internacional: Dyrygent, d'Andrzej Wajda ( Polònia)[11]
- Premi Donostia per a nous realitzadors: Hazal, d'Ali Özgentürk ( Turquia)
- Premi Néstor Basterretxea a la millor fotografia: Golem de Piotr Szulkin ( Polònia).[6]